# Rômulo Souza Orestes Caldeira
Rômulo Souza Orestes Caldeira, mais conhecido como Rômulo (Pelotas, 22 de maio de 1987) é um ex-futebolista brasileiro, naturalizado italiano, que atuava como volante e lateral-direito. 

## Carreira

### Início no Caxias
Natural de Pelotas, Rômulo iniciou sua carreira no Caxias, onde frequentou o juvenil entre 2002 e 2006.

### Juventude
Foi contrado em 2006 pelo Juventude, passando assim pelos time CA-JU, um das maiores rivalidade do Rio Grande do Sul.
No clube permaneceu apenas 1 temporada.

### Metropolitano
Em 2007 jogou pelo Metropolitano de Blumenau, transferindo-se assim para Santa Catarina.

### Chapecoense
Em 2008 assinou contrato com a Chapecoense.
Pelo clube catarinense teve seu primeiro destaque na carreira, quando foi vice-campeão estadual pela Chapecoense.

### Santo André
Com sondagens também do São Paulo, foi contrato pelo Santo André, time do ABC paulista, em meados de 2009.
Pelo clube ganhou destaque, chegando surpreendentemente à final do Campeonato Paulista de 2010, quando foram derrotados pelo mágico Santos de Neymar, Robinho e PH Ganso.

### Cruzeiro
Em 10 de julho de 2010, o jogador foi apresentado como reforço do Cruzeiro.
A estreia pelo time mineiro aconteceu no dia 22, contra o Fluminense.
Com pouco espaço, no ano seguinte deixou o clube, no qual disputou apenas 19 jogos.

### Atlético Paranaense
Em 1 de Abril de 2011, acertou sua transferência por empréstimo ao Atlético Paranaense, até o final daquela temporada.
Pelo furacão, disputou apenas 8 jogos.

### Fiorentina
Em 29 de Junho de 2011, Rômulo acerta sua ida para a Fiorentina da Itália.

### Hellas Verona
Em agosto de 2013, foi emprestado ao Verona.

### Juventus
Em agosto de 2014, foi emprestado pelo Hellas Verona à Juventus, por 1 ano.

### Genoa
Aos 31 anos, em meados de 2018 foi contratado pelo Genoa.

### Lazio
No início de 2019, foi emprestado pelo Genoa à Lazio, com opção de compra ao final do período.

### Brescia
Ainda em 2019 foi emprestado ao Brescia.
Em junho de 2020, não teve seu contrato renovado e ficou à disposição no Mercado.

### Retorno ao Cruzeiro
Sondado por outros clubes, foi anunciado pelo Cruzeiro em março de 2021, retornando após 10 anos ao futebol brasileiro.
Foi um dos principais jogadores em campo, na vitória sobre o arquirrival Atlético-MG, em 11 de abril de 2021.
Deixou o clube após a conquista do Campeonato Brasileiro Série B de 2022, sua última partida foi contra o CSA, no dia 6 de novembro do mesmo ano, válida pela 38ª rodada do certame, onde marcou um dos gols da vitória do Cruzeiro por 3 a 2.

### Athletic
Após o longo período de um ano e quatro meses longe dos gramados, no dia 5 de março de 2024, foi anunciado pelo Athletic, de São João del-Rei, para defender o clube no Campeonato Brasileiro da Série C.

### Aposentadoria
Após o fim do contrato com o Athletic, decidiu encerrar sua carreira, o anúncio oficial foi feito por meio de suas redes sociais.

## Copa do Mundo
Em 2014, em alta pelo Hellas Verona, ficou entre os 30 pré-convocados da Itália para a Copa do Mundo FIFA 2014.
Devido à uma lesão de última hora, ficou fora do mundial da FIFA.

## Títulos
Juventus
- Campeonato Italiano: 2014–15
- Coppa Italia: 2014–15

Lazio
- Copa da Itália: 2018–19

Cruzeiro
- Campeonato Brasileiro - Série B: 2022